# Mom jeans

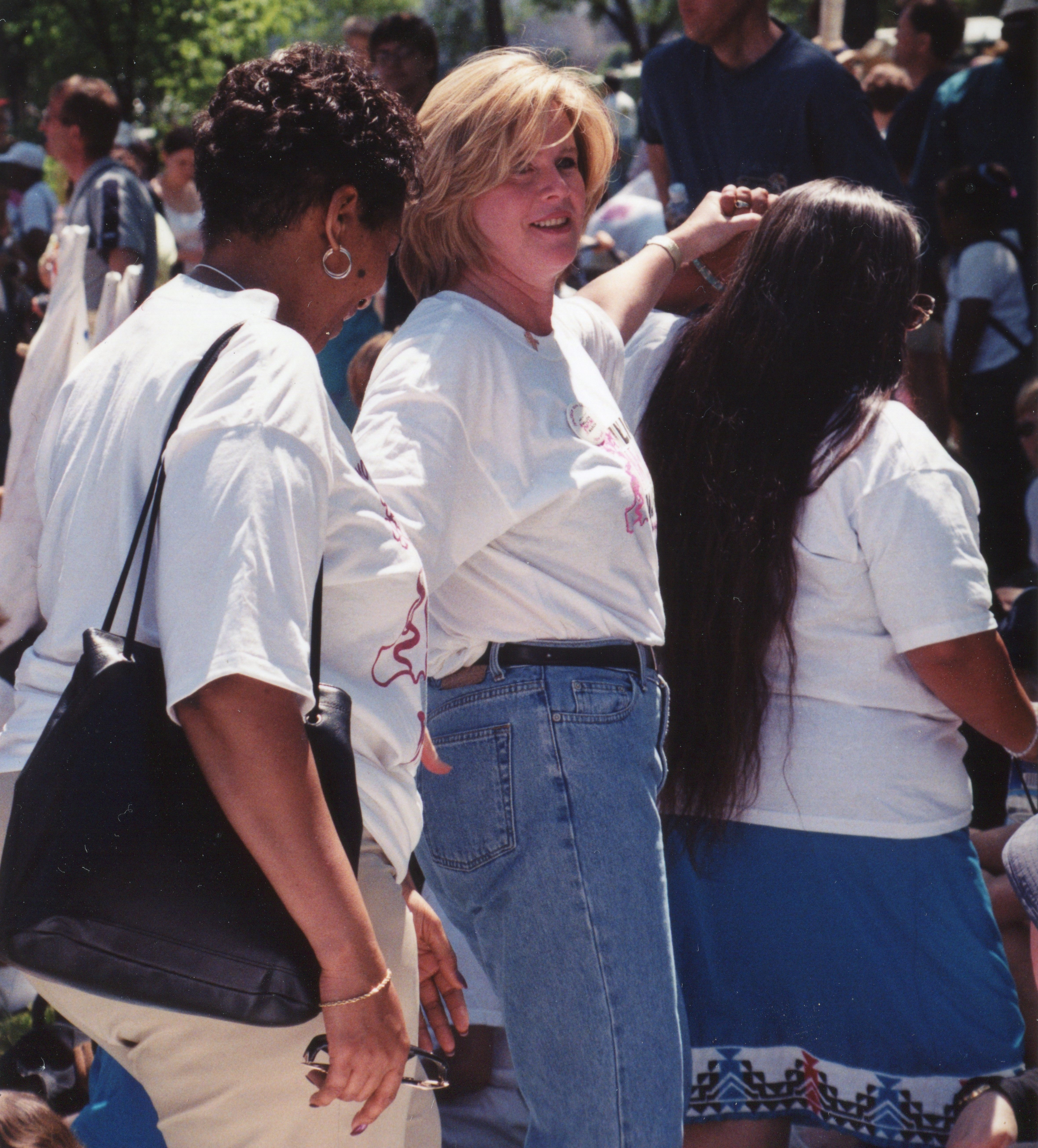
Tipper Gore (centro), usando mom jeans en una manifestación, marzo de 2000

Mom jeans (traducible al español como Jeans/Vaqueros de mamá) es un término de argot para los jeans/vaqueros de tiro alto que originalmente estaban de moda a finales de los 80 y principios de los 90. A fines de la década de 1990 y en la década de 2000, eran usados principalmente por mujeres estadounidenses de mediana edad y considerados fuera de moda por mujeres jóvenes. Los mom jeans regresaron con estilo entre los hipsters y las mujeres jóvenes en la década de 2010.
Originalmente un término peyorativo y despectivo, los mom jeans ganaron prominencia en un sketch de Saturday Night Live escrito en mayo de 2003 por Tina Fey para una falsa marca de jeans/vaqueros llamada Mom Jeans, que usaba el lema "Para este Día de la Madre, no le des a mamá esa botella de perfume. Dale algo que diga: 'Ya no soy una mujer, ¡Soy una madre!' "

## Características
Este estilo generalmente consiste en una cintura alta que se levanta sobre el ombligo, lo que hace que las nalgas parezcan desproporcionadamente más largas, y más grandes. Los mom jeans tienen espacio en exceso en las áreas de cremallera, entrepierna y pierna. Por lo general, los jeans/vaqueros son de color azul, sin lavado de piedra ni decoloración.
Otros atributos del estilo que se ven a menudo son los pliegues, las botas rectas y las bandas elásticas. El estilo suele ir acompañado de una blusa o camisa que está metida en los jeans/vaqueros. Este estilo de jeans/vaqueros fue popular entre las mujeres jóvenes en los Estados Unidos hasta mediados de los 90, cuando los jeans/vaqueros de tiro bajo comenzaron a ponerse de moda.

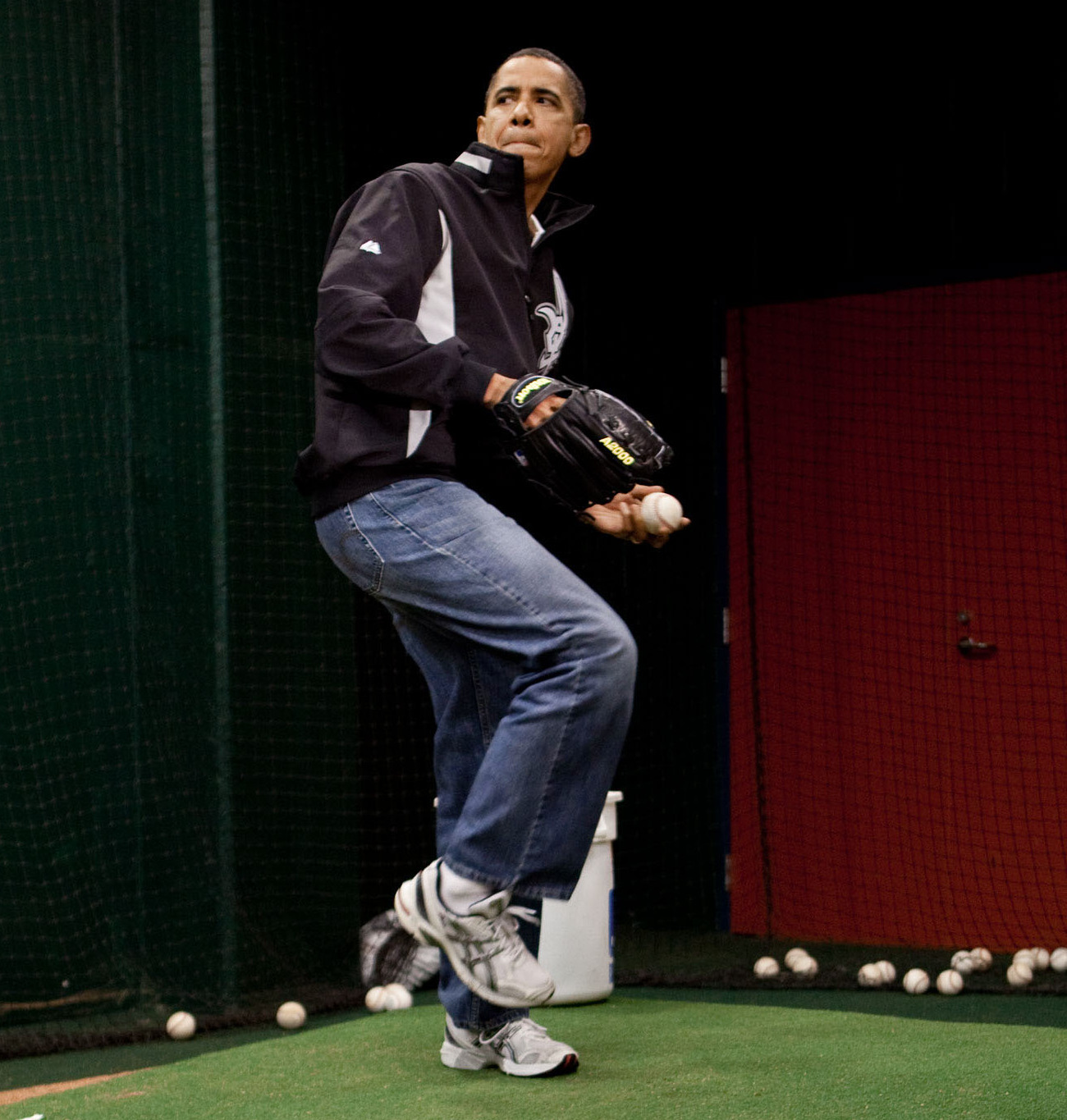
Barack Obama practica el pitcheo usando "dad jeans" antes de lanzar el primer lanzamiento ceremonial en el Juego de Estrellas de la MLB de 2009

## Dad jeans
Un término correspondiente, dad jeans (traducible al español como jeans/vaqueros de papá), se ha acuñado en los medios para referirse a un estilo de jeans/vaqueros poco atractivos, de tiro alto y sin forma, a menudo usados por hombres estadounidenses de mediana edad. El término ganó popularidad en 2009 cuando el presidente estadounidense Barack Obama usó jeans/vaqueros durante el Juego de Estrellas de 2009 de la Major League Baseball.
 En marzo de 2015, Obama apareció en Jimmy Kimmel Live! para el segmento "Mean Tweets", en el que leyó un tuit burlándose de él sobre los jeans/vaqueros. Jimmy Kimmel apareció en el escenario con unos jeans/vaqueros de tiro alto e intentó defenderlos.